# Rutiderma pax
Rutiderma pax is een mosselkreeftjessoort uit de familie van de Rutidermatidae. De wetenschappelijke naam van de soort is voor het eerst geldig gepubliceerd in 1984 door Kornicker.